# Сердюк, Елена Михайловна
Елена Миха́йловна Сердю́к (род. 11 августа 1957, Киев) — украинский историк, кандидат исторических наук, музейный работник. Заслуженный работник культуры Украины. Генеральный директор Национального заповедника «София Киевская» (июнь 2012 — 19 января 2015). Член НСХУ (1993). Член наблюдательного совета Национального Киево-Печерского историко-культурного заповедника. Член ICOMOS UKRAINE.

## Биография
В 1979 году окончила исторический факультет Киевского государственного педагогического института. Тема диссертации — «Исторические особенности формирования жилья Киева второй половины XIX — начала XX в. и современные принципы его охраны».
С 1998 года была генеральным директором Киевского научно-методического центра по охране, реставрации и использованию памятников истории, культуры и заповедных территорий. Инициировала создание базы данных «Памятники Киева» и программы «Киевский некрополь».
Приняла участие (в составе официальной делегации Украины) в работе 36-й сессии Комитета всемирного наследия ЮНЕСКО
С июня 2012 года по 19 января 2015 года работала генеральным директором Национального заповедника «София Киевская».

## Публикации
Под руководством Елены Сердюк были изданы:
- Шесть сборников научных трудов Научно-исследовательского института памятникоохранных исследований
- «Історико-містобудівні дослідження Одеси»
- «Історико-містобудівні дослідження Чернівців»
- «Міжнародні засади охорони нерухомої культурної спадщини»
- «Історико-культурні заповідники»
- «Історичні садиби Вінницької області»
- «Історико-містобудівні дослідження Керчі»
- «Історико-містобудівні дослідження: Васильків, Вінниця, Горлівка, Ізмаїл»
- «Археологічна спадщина Хмельницької області»
- «Збірник нормативно-правових актів сфери охорони культурної спадщини»
- «Історико-містобудівні дослідження м. Києва»
- «Історико-культурні заповідники. Плани організації територій».

## Награды
- Орден святого равноапостольного Владимира Великого[9].